# Ketianthidium zanolae
Ketianthidium zanolae är en biart som beskrevs av Urban 1999. Ketianthidium zanolae ingår i släktet Ketianthidium och familjen buksamlarbin. Inga underarter finns listade i Catalogue of Life.